# Otitoma
Otitoma é um gênero de gastrópodes pertencente a família Pseudomelatomidae.
Este gênero consiste em espécies com uma aparência bastante variável. Sua morfologia diferente aponta para uma diversificação incomum.

## Taxonomia
Este gênero foi considerado um nomen dubium por Powell em 1966, até que Kilburn o ressuscitou em 2004. Ele considerou Thelecytharella um sinônimo de Otitoma. Finalmente em 2011 Bouchet et al. encerrou o debate sobre este gênero com base em evidências moleculares e atribuiu Otitoma à família Pseudomelatomidae.

## Espécies
Espécies dentro do gênero Otitoma incluem:
- Otitoma astrolabensis Wiedrick, 2014
- Otitoma aureolineata Stahlschmidt, Poppe & Tagaro, 2018
- Otitoma batjanensis (Schepman, 1913)
- Otitoma boucheti Morassi, Nappo & Bonfitto, 2017
- Otitoma carnicolor (Hervier, 1896)
- Otitoma crassivaricosa Morassi, Nappo & Bonfitto, 2017
- Otitoma crokerensis (Shuto, 1983)
- Otitoma cyclophora (Deshayes, 1863)
- Otitoma deluta (Gould, 1860)
- Otitoma elegans Morassi, Nappo & Bonfitto, 2017
- Otitoma fergusoni Wiedrick, 2014
- Otitoma gouldi (Yen, 1944)
- Otitoma hadra Morassi, Nappo & Bonfitto, 2017
- Otitoma jennyae Stahlschmidt, Poppe & Tagaro, 2018
- †Otitoma kagoshimaensis (Shuto, 1965)
- Otitoma kecil (Sysoev, 1997)
- Otitoma kwandangensis (Schepman, 1913)
- Otitoma lirata (Reeve, 1845)
- Otitoma metuloides (Kilburn, 1995)
- Otitoma neocaledonica Morassi, Nappo & Bonfitto, 2017
- Otitoma nereidum Morassi, Nappo & Bonfitto, 2017
- Otitoma oneili (Barnard, 1958)
- †Otitoma oyamai (Shuto, 1965)
- Otitoma philippinensis Morassi, Nappo & Bonfitto, 2017
- Otitoma philpoppei Morassi, Nappo & Bonfitto, 2017
- Otitoma pictolabra Stahlschmidt, Poppe & Tagaro, 2018
- Otitoma porcellana Stahlschmidt, Poppe & Tagaro, 2018
- Otitoma rubiginosa (Hinds, 1843)
- Otitoma rubiginostoma Morassi, Nappo & Bonfitto, 2017
- Otitoma sororcula Morassi, Nappo & Bonfitto, 2017
- Otitoma timorensis (Schepman, 1913)
- Otitoma tropispira Morassi, Nappo & Bonfitto, 2017
- Otitoma vitrea (Reeve, 1845)
- Otitoma wiedricki Stahlschmidt, Poppe & Tagaro, 2018
- Otitoma xantholineata Morassi, Nappo & Bonfitto, 2017

Espécies trazidas para a sinonímia
- Otitoma crenulata Pease, 1868: sinônimo de Otitoma cyclophora (Deshayes, 1863)
- Otitoma mitra (Kilburn, 1986): sinônimo de Otitoma cyclophora (Deshayes, 1863)
- Otitoma ottitoma Jousseaume, 1898: sinônimo de Otitoma cyclophora (Deshayes, 1863)